# Górecko (Bytom)
Górecko (pniem. Guretzko, Guretzky) – historyczny obszar Bytomia, położony w obecnych granicach dzielnicy Rozbark, między Rozbarkiem a piekarskim Szarlejem, w okolicy ulicy Kędzierzyńskiej.
Górecko to dawny folwark rozbarski na Górnym Śląsku. Do 1898 roku Górecko było samodzielną jednostką administracyjną. Według spisu z 1874 roku była to gmina jednostkowa (Landgemeinde) w powiecie bytomskim, liczącą 3 grudnia 1867 roku 185 mieszkańców, a 1 grudnia 1871 roku 164  mieszkańców. Według spisu z 1885 spisane już jest jako obszar dworski (Gutsbezirk), liczący 292 mieszkańców.
1 października 1898 jednostkę zniesiono, włączając ją do gminy Rozbark. Odtąd dwór górecki pełnił funkcję rozbarskiego ratusza gminnego (obecnie w tym miejscu znajdują się dwa wieżowce). W związku ze zniesieniem gminy Rozbark 1 stycznia 1927, obszar Górecka został włączony w granice Bytomia.